# Savoir Adore
Savoir Adore je americká hudební skupina, která vznikla roku 2008 v New Yorku. Původně měla dva členy, jimiž byli Paul Hammer (syn Jana Hammera) a Deidre Muro. Své první EP nazvané The Adventures of Mr. Pumpernickel and the Girl with Animals in Her Throat duo vydalo v roce 2008. Následujícího roku vydali první dlouohrající desku In the Wooded Forest. Během koncertů duo doprovázeli další doprovodní hudebníci. Muro v roce 2014 odešel a Hammer pokračoval sám za doprovodu hostujících zpěváků.